# Ruta 44 (Uruguay)
La ruta 44 es una de las rutas nacionales de Uruguay. Su recorrido se desarrolla en los departamentos de Tacuarembó, Rivera y Cerro Largo.

## Recorrido
La ruta comienza en su km 7, en la intersección con la ruta 7, al oeste de la ciudad de Melo, en el departamento de Cerro Largo, y se dirige en sentido sureste-noroeste hasta el paso Mazangano en el río Negro. Atraviesa el anterior río, y continúa por el límite departamental entre Rivera y Tacuarembó, hasta su intersección con la ruta 6. Desde allí y hasta la zona del Paso de Luenes en el arroyo Saucesito, deja de ser de carácter nacional para convertirse en un camino departamanetal, que sirve de límite entre los departamentos de Rivera y Tacuarembó. Desde el anterior Paso, retoma como una ruta nacional dirigiéndose hacia el oeste hasta la localidad de Ansina, empalmando con la ruta 26, donde finaliza su recorrido.
Esta carretera enlaza las siguientes localidades uruguayas:
- Ansina
- Las Flores

A través de la conexión con Ruta 6 y 27 alcanza las ciudades de:
- Rivera
- Vichadero

Esta ruta presenta bajo flujo de tránsito, tiene muchas curvas. [cita requerida]

## Características
Estado y tipo de construcción de la carretera según el tramo.
| Tramo                               | Tipo de Red        | Tipo de Construcción   | Estado                                       |
| ----------------------------------- | ------------------ | ---------------------- | -------------------------------------------- |
| Ruta 7-Río Negro                    | Nacional terciaria | Tratamiento bituminoso | Malo                                         |
| Río Negro-Ruta 6                    | Nacional terciaria | Tratamiento bituminoso | Bueno                                        |
| Ruta 6-Paso Casildo (Paso Valiente) | Nacional terciaria | Tierra                 | Intransitable para vehículos de uso personal |
| Ruta 6-Las Flores (discontinuado)   | Departamental      | Tosca                  | Muy malo                                     |
| Las Flores-Ansina                   | Nacional terciaria | Tratamiento bituminoso | Regular                                      |